# Alzir
Alzir (Schreibweise der IAU: Alzirr), Bayer-Bezeichnung Xi Geminorum (ξ Gem), ist ein Stern im Sternbild Zwillinge. Der Name kommt von arabisch الزر, DMG az-zirr ‚der Knopf‘.
Alzir gehört der Spektralklasse F6 an und besitzt eine scheinbare Helligkeit von +3,35m. Er ist 59 Lichtjahre von der Sonne entfernt.